# Marathon aux Jeux olympiques de 1920
Pour un article plus général, voir Athlétisme aux Jeux olympiques d'été de 1920.
Navigation
Stockholm 1912 Paris 1924
L'épreuve du marathon aux Jeux olympiques de 1920 s'est déroulée le 22 août 1920 à Anvers, en Belgique.  Elle est remportée par le Finlandais Hannes Kolehmainen.

## Résultats
| Rang               | Athlète                       | Temps             |
| ------------------ | ----------------------------- | ----------------- |
| Médaille d'or      | Hannes Kolehmainen (FIN)      | 2 h 32 min 35 s 8 |
| Médaille d'argent  | Jüri Lossmann (EST)           | 2 h 32 min 48 s 6 |
| Médaille de bronze | Valerio Arri (ITA)            | 2 h 36 min 32 s 8 |
| 4                  | Auguste Broos (BEL)           | 2 h 39 min 25 s 8 |
| 5                  | Juho Tuomikoski (FIN)         | 2 h 40 min 18 s 8 |
| 6                  | Sofus Rose (DEN)              | 2 h 41 min 18 s 0 |
| 7                  | Joseph Organ (USA)            | 2 h 41 min 30 s 0 |
| 8                  | Rudolf Hansen (DEN)           | 2 h 41 min 39 s 4 |
| 9                  | Urho Tallgren (FIN)           | 2 h 42 min 40 s 0 |
| 10                 | Tatu Kolehmainen (FIN)        | 2 h 44 min 02 s 3 |
| 11                 | Carl Linder (USA)             | 2 h 44 min 21 s 2 |
| 12                 | Charles Mellor (USA)          | 2 h 45 min 30 s 0 |
| 13                 | James Dellow (CAN)            | 2 h 46 min 47 s 0 |
| 14                 | Bobby Mills (GBR)             | 2 h 48 min 05 s 0 |
| 15                 | Arthur Scholes (CAN)          | 2 h 48 min 30 s 0 |
| 16                 | Shizo Kanakuri (JPN)          | 2 h 48 min 45 s 4 |
| 17                 | Gustav Kinn (SWE)             | 2 h 49 min 10 s 4 |
| 18                 | Albert Moché (FRA)            | 2 h 50 min 00 s 2 |
| 19                 | Phadeppa Chaugle (IND)        | 2 h 50 min 45 s 4 |
| 20                 | Zensaku Motegi (JPN)          | 2 h 51 min 09 s 4 |
| 21                 | Kenzo Yashima (JPN)           | 2 h 57 min 02 s 0 |
| 22                 | Norman General (CAN)          | 2 h 58 min 01 s 0 |
| 23                 | Rudolf Wåhlin (SWE)           | 2 h 59 min 23 s 0 |
| 24                 | Yahei Miura (JPN)             | 2 h 59 min 37 s 0 |
| 25                 | Henri Teyssedou (FRA)         | 3 h 00 min 04 s 0 |
| 26                 | Hendricus Wessel (NED)        | 3 h 00 min 17 s 0 |
| 27                 | Charles Melis (BEL)           | 3 h 00 min 51 s 0 |
| 28                 | William Grüner (SWE)          | 3 h 01 min 48 s 0 |
| 29                 | George Piper (GBR)            | 3 h 02 min 10 s 0 |
| 30                 | Sinton Hewitt (AUS)           | 3 h 03 min 27 s 0 |
| 31                 | Leslie Housden (GBR)          | 3 h 14 min 25 s 0 |
| 32                 | Iraklis Sakellaropoulos (GRE) | 3 h 14 min 25 s 0 |
| 33                 | Juan Bascuñán (CHI)           | 3 h 17 min 47 s 0 |
| 34                 | Oscar Blansaer (BEL)          | 3 h 20 min 00 s 0 |
| 35                 | Eric Robertson (GBR)          | 3 h 55 min 00 s 0 |
| —                  | Ettore Blasi (ITA)            | DNF               |
| —                  | Louis Ichard (FRA)            | DNF               |
| —                  | Antonio Persico (ITA)         | DNF               |
| —                  | Albert Smoke (CAN)            | DNF               |
| —                  | Axel Jensen (DEN)             | DNF               |
| —                  | Panagiotis Trivoulidas (GRE)  | DNF               |
| —                  | Christiaan Huijgens (NED)     | DNF               |
| —                  | Desiré Van Remortel (BEL)     | DNF               |
| —                  | Hans Schuster (SWE)           | DNF               |
| —                  | Amédée Trichard (FRA)         | DNF               |
| —                  | Sadashir Datar (IND)          | DNF               |
| —                  | Christian Gitsham (RSA)       | DNF               |
| —                  | Arthur Roth (USA)             | DNF               |

## Légende
Records et Performances
- AR : Record continental (area record)
- CR : Record des championnats (championship record)
- MR : Record du meeting (meet record)
- NR : Record national (national record)
- OR : Record olympique (olympic record)
- PR : Record paralympique (paralympic record)
- PB : Record personnel (personal best)
- SB : Meilleure performance personnelle de la saison (season's best)
- WL : Meilleure performance mondiale de l'année (world leader)
- WJR : Record du monde junior (world junior record)
- WR : Record du monde (world record)

Circonstances et Conditions
- DNF : N'a pas terminé (did not finish)
- DNS : N'a pas pris le départ (did not start)
- DQ : Disqualification (disqualification)
- NM : Aucun essai valable enregistré (No Mark)
- Q : Qualifié « directement » au prochain tour (ou à la prochaine compétition), lors d'une compétition majeure, grâce au classement ou à la réalisation des minima (automatic qualifier)
- q : Qualifié au prochain tour (ou à la prochaine compétition), lors d'une compétition majeure, grâce au repêchage ou à la réalisation de l'une des meilleures performances parmi celles des « non qualifiés directement » (grâce au meilleur temps ou à la meilleure distance par exemple) (secondary qualifier)